# 料金所

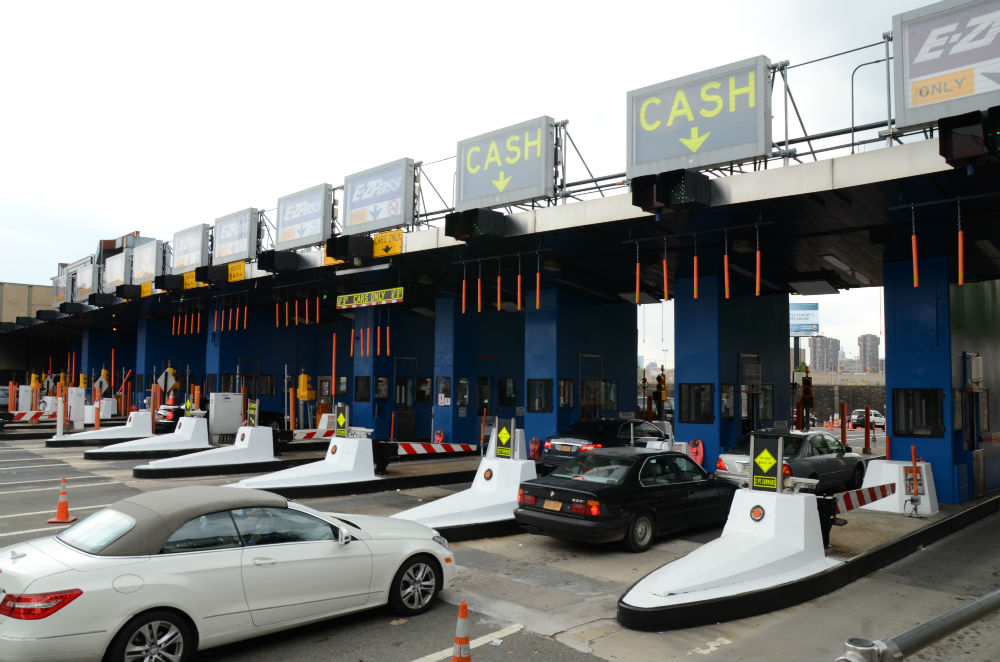
米国州間高速道路495号線の高速料金所

料金所（りょうきんじょ、りょうきんしょ、英語: Toll Gate）とは、一般に施設の利用料金を支払うための施設をいう。自動車乗車中でも料金を支払うことができる有料道路（高速道路を含む）の通行料金・駐車場の駐車料金・フェリーの乗船料金を徴収するために設けられた施設を指すことが多い。また、庭園、文化施設、娯楽施設の入園料などを徴収する施設の場合もある。
以下は有料道路の料金所について説明する。

## 日本の料金所

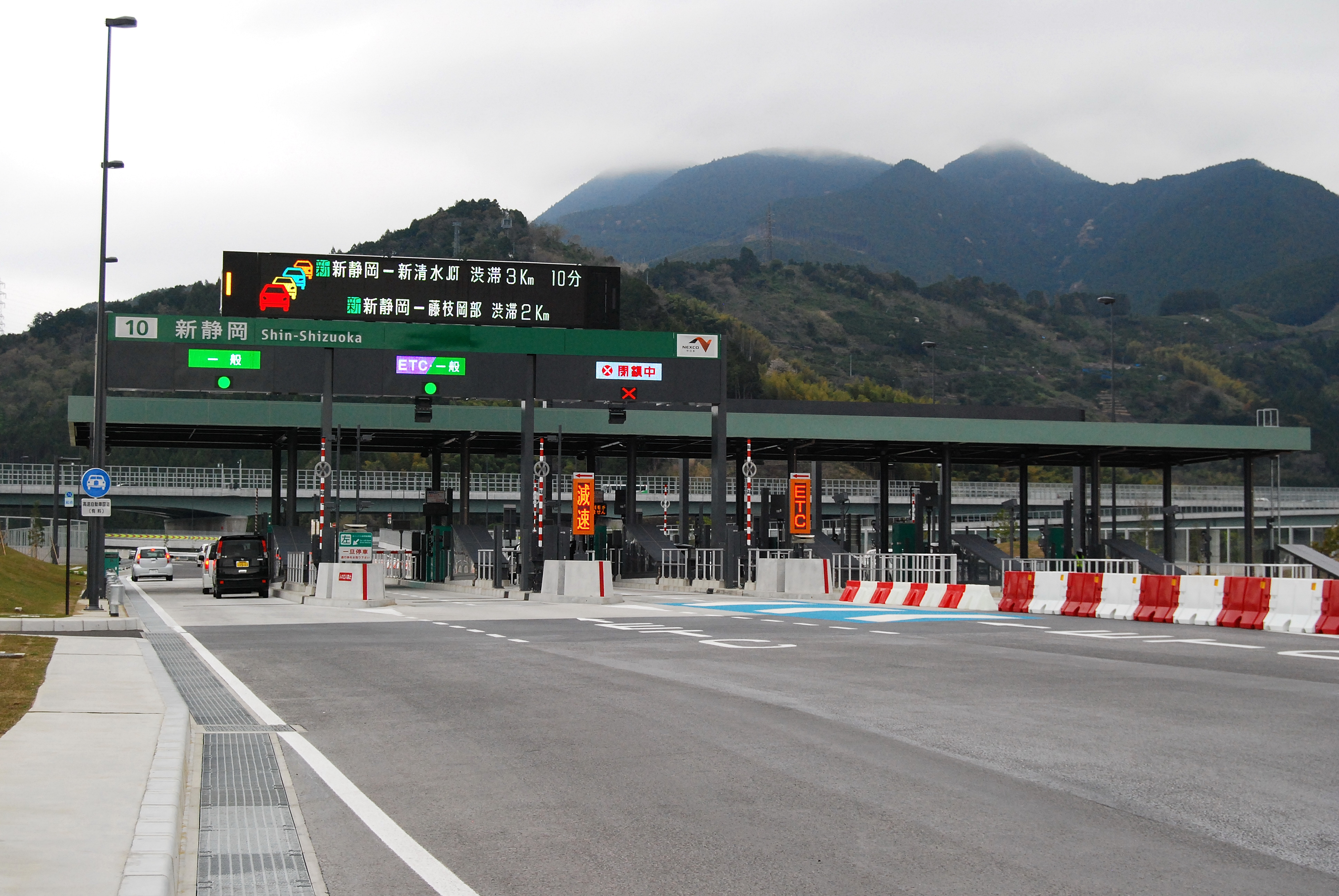
新東名高速道路の新静岡インターチェンジ

料金所には有人の施設と無人の施設があり、有人の場合には、現金・クレジットカード・プリペイドカード・回数券などにより、また、無人の場合にはETC・自動精算機などにより料金を徴収する。また、車線上に置かれて実際に料金を徴収する設備を料金所ゲートと称する。

### 料金所の形態
料金徴収の仕方によって、料金所はいくつかに類別できる。
1. 区間が1つだけで、途中に交差点がないような有料道路では、区間内の任意の場所に料金所を置き、徴収する。
2. 区間が複数あっても均一料金である場合には、入口または出口に料金所を置き、徴収する（入口が多い）。日本ではほとんどの都市高速道路でこの方式を採用している。全通前の播但連絡道路もこの方式であったが、現在は距離制に変更されている。
  - ただし、この有料道路を通る車が全て通る区間がある場合は、前者に準じ全ての車が通る区間の任意の場所に料金所を置くことがある（八王子バイパス御殿山料金所など）。
3. 区間が複数あり、区間によって料金が異なる場合には、入口で流入を証明する券（通行券）を発行し、出口でこの券に基づいて料金を徴収する。日本の都市間高速道路では最も一般的な料金徴収のシステムである。
  - 区間の始点から乗ったときには、流入を証明する券（通行券）を発行する料金所を通らない場合がある。途中から乗ったにもかかわらず紛失などで券がないときは、始点から乗ったとみなされる（第三京浜道路など）。
  - 入口で料金を徴収して料金を支払ったことを証明する券を発行し、出口でこの券を確認する方式もある（伊豆スカイラインなど。2009年10月まで、道東自動車道のトマムIC - 音更帯広IC間でみられた）。

- 2・3の場合でも、出入口から少し離れたところに料金所を置く例がある。
- 3の区間が複数あり、区間によって料金が異なる場合でも、その区間毎に料金を設定し、1・2に準ずるようにしている道路もある（小田原厚木道路・名古屋高速道路・西名阪自動車道・第二神明道路[注釈 1]など）。
- 中央自動車道では、八王子IC以西の区間は3であるが、高井戸IC～八王子ICの区間は2の均一料金方式を採用している。

料金所の中には、その料金所では料金の徴収を行わず、通行券を発行したり確認したりするだけのものもある。
首都高速道路4号新宿線上り線永福出口などでは、ノンストップ自動料金収受システム（ETC）を用いて、手前の本線料金所で徴収した均一料金とETCでこの区間を通るときの料金である特定料金の差額が払い戻される。

### 料金所番号（I.C番号）
日本の高速道路・一部の有料道路や都市高速においては料金所を特定するための番号が振られている。
料金所番号（I.C番号）は通行券やETC利用証明書等に記載されており、路線番号（左側の2桁の番号）と料金所番号（右側の3桁の番号）で構成されている。
（例）東名川崎ICの料金所番号は「01-103」である。

#### 主な路線番号
- 01 - 東日本高速道路・中日本高速道路・西日本高速道路・本四高速（神戸淡路鳴門自動車道）・京都府道路公社・兵庫県道路公社・山口県道路公社・長崎県道路公社（ながさき出島道路）
- 02 - 西日本高速道路・本四高速（瀬戸中央自動車道）・福岡北九州高速道路公社（金剛出入口のみ）
- 03 - 東日本高速道路・本四高速（西瀬戸自動車道）
- 04 - 愛知県道路公社・東日本高速道路（関越地方）・中日本高速道路・西日本高速道路・京都府道路公社
- 05 - 東日本高速道路（北海道地区の一部）
- 06 - 中日本高速道路・西日本高速道路の各一部
- 07 - 青森県道路公社・宮城県道路公社・東日本高速道路（東北地区の一部）
- 08 - 東日本高速道路（横浜横須賀道路）・西日本高速道路（四国地方）
- 09 - 西日本高速道路（沖縄県）・広島高速道路公社
- 10 - 東日本高速道路（東京外環自動車道）
- 11 - 東日本高速道路の一部
- 12 - 首都高速道路
- 13 - 阪神高速道路
- 14 - 西日本高速道路（東九州自動車道の一部）
- 16 - 東日本高速道路（北海道地区の一部）
- 20 - 東日本高速道路（第三京浜道路）
- 21 - 東日本高速道路（横浜新道）
- 24 - 西日本高速道路（近畿自動車道）
- 25 - 西日本高速道路（西名阪自動車道）
- 26 - 西日本高速道路（阪和自動車道（均一区間））
- 27 - 東日本高速道路（庄内地方）
- 28 - 東日本高速道路（米沢南陽道路）
- 30 - 千葉県道路公社（銚子連絡道路）
- 31 - 東日本高速道路（東京湾アクアライン）
- 33 - 大阪府道路公社（箕面グリーンロード）
- 34 - 中日本高速道路（安房峠道路）
- 35 - 西日本高速道路（南阪奈道路）
- 38 - 広島高速道路公社
- 41 - 名古屋高速道路公社
- 42 - 大阪府道路公社および奈良県道路公社（第二阪奈有料道路）
- 44 - 西日本高速道路（堺泉北道路）
- 45 - 大阪府道路公社（南阪奈道路）
- 46 - 中日本高速道路（西湘バイパス）
- 47 - 西日本高速道路（関西国際空港連絡橋）
- 53 - 西日本高速道路（京奈和自動車道）
- 55 - 茨城県道路公社（日立有料道路）
- 56 - 茨城県道路公社（常陸那珂有料道路）
- 57 - 中日本高速道路（新湘南バイパス）
- 58 - 西日本高速道路（京都縦貫自動車道の一部）
- 59 - 西日本高速道路（西九州自動車道）
- 62 - 東日本高速道路（深川留萌自動車道）
- 66 - 愛知県道路公社（名古屋瀬戸道路）
- 67 - 富山県道路公社
- 70 - 中日本高速道路（東富士五湖道路）
- 73 - 栃木県道路公社（日光宇都宮道路）
- 74 - 東日本高速道路（日高自動車道）
- 78 - 西日本高速道路（山陰自動車道の一部）
- 79 - 西日本高速道路（山陰自動車道の一部）
- 81 - 西日本高速道路（第二神明道路・第二神明道路北線）
- 83 - 中日本高速道路（小田原厚木道路）
- 89 - 西日本高速道路（南九州自動車道の一部）
- 90 - 西日本高速道路（広島呉道路）
- 91 - 本四高速（神戸淡路鳴門自動車道（淡路第二料金所を経由した場合））
- 92 - 本四高速（瀬戸中央自動車道（与島料金所を経由した場合））
- 95 - 西日本高速道路（長崎バイパス）・長崎県道路公社（川平有料道路）
- 96 - 西日本高速道路（日出バイパス）
- 97 - 福岡北九州高速道路公社（金剛出入口を除く）・若戸大橋および若戸トンネル（都市高速方面のみ）・福岡県道路公社（福岡前原有料道路のみ）
- 98 - 神戸市道路公社

## シンガポールの料金所
シンガポールの料金所では1998年から無線通信によって課金を行うERPのシステムが導入されている。ERPはETCに相当するシステムで、車載器にICカードを挿入しておくと、料金所でガントリー（路側器）がそれを検知して無線通信によって料金を口座から引き落とすシステムである。